# Palast Lhagyili
Der Palast Lhagyili (chinesisch 拉加里王宫遗址, Pinyin Lājiālǐ wánggōng yízhǐ) im Kreis Qusum im Autonomen Gebiet Tibet, Volksrepublik China, aus dem 13. bis 18. Jahrhundert war die Residenz des Dharma-Königs Lhagyili und das Zentrum des von ihm beherrschten Gebiets.
Seit 2001 steht er auf der Denkmalliste der Volksrepublik China.